# 青葉学園短期大学
青葉学園短期大学（あおばがくえんたんきだいがく、英語: Aobagakuen Junior College）は、東京都世田谷区世田谷3-12-19に本部を置いていた日本の私立大学である。1966年に設置され、2007年に廃止された。大学の略称は青葉短大。

## 概要

### 大学全体
- 東京都世田谷区に所在した日本の私立短期大学で、設置主体は学校法人青葉学園[1]。
- 1966年に開学、当初は1学科。翌年度より2学科体制となる。
- 1986年度より定員増が行われ、以後は変更なし。
- 2001年度入学生より男女共学となる[2]。
- 2004年度の入学生を最後に[注釈 1]、短期大学としての使命を終える[3]。

### 建学の精神（校訓・理念・学是）
- 青葉学園短期大学の教育理念は「質実清楚・明朗進取・感謝奉仕の精神で21世紀に生きる社会人としての力を培う」こととなっていた。

### 教育および研究
- 曹洞宗をベースとした教育機関であった[4]。

- 人間生活学科の前身である家政科が設置当初から置かれていたことから、家政学をベースとした教育には永い歴史がある。食物栄養学科では、栄養士の養成も執り行っていた。
- 一般教育科目には、華道に関する科目があった。

## 沿革
- 1914年
  - 剣持鋭（陸軍歩兵少佐）と井上貞次郎（間組重役）により世田谷区三宿に裁縫塾が創設される[5][6][7]。井上は岡山県児島郡出身の石工で、稲田組小頭として渡鮮中に間組に入り出世した実業家[8]。
- 1926年
  - 井上貞次郎の出資で荏原実科女学校創設[6]
- 1928年
  - 財団法人を組織し、東京松陰女学校創設（校長・剣持鋭）[6]
- 1930年
  - 財団法人青松学園（理事長・井上貞次郎）として東京松陰女学校と青葉実践高等女学校を経営[6]
- 1933年
  - 東京松陰女学校廃止[6]
- 1943年
  - 財団法人青松学園を青葉学園に改組（理事長・広川弘禅）[6]
- 1947年
  - 青葉実践高等女学校を青葉学園中高等学校に改称[6]
- 1951年
  - 3月9日 財団法人青葉学園を学校法人に変更[9]。
- 1965年
  - 5月 文部省[注 1]に短期大学の設置認可に関する申請を行う[10]。
- 1966年
  - 1月27日 左記を以て文部省[注 2]より短期大学の設置が認可される[11]。
  - 4月1日 青葉学園短期大学が以下の学科体制にて開学する。学長・広川弘禅[12]。
    - 家政科 入学定員50名[13]

  - 5月1日 学生数[14]/定員
    - 家政科 83[注釈 2]/50
- 1967年
  - 4月1日 以下の学科を増設する[注 3]。
    - 食物栄養科 入学定員50名[18]

  - 5月1日 学生数[19]/定員
    - 家政科 106[注釈 2]/100
    - 食物栄養科 56[注釈 2]/50
- 1981年
  - 4月1日 各学科の入学定員を以下の通り変更する[20]。
    - 家政科 50→100[注釈 3]
    - 食物栄養科 50→80[注釈 3]

  - 5月1日 学生数[22]/定員
    - 家政科 276[注釈 2]/150
    - 食物栄養科 189[注釈 2]/130
- 1986年
  - 4月1日 学科の入学臨時定員増を以下の通り行う[注 4]
    - 家政科 100[注釈 4]→180[注釈 5]
    - 食物栄養科 80[注釈 4]→100[注釈 5]

  - 5月1日 学生数[27]/定員
    - 家政科 490[注釈 2]/280
    - 食物栄養科 221[注釈 2]/180
- 1992年
  - 5月1日 学生数[注 5]/定員
    - 家政科 542[注釈 2]/360
    - 食物栄養科 223[注釈 2]/200
- 1999年
  - 5月1日 学生数[30]/定員
    - 家政科 500[注釈 2]/360
    - 食物栄養科 216[注釈 2]/200
- 2001年
  - 4月1日 この年度の入学生より家政科を人間生活学科に改組[31]、共学となる[2]。
- 2003年
  - 3月31日 左記をもって旧来の家政科が正式に廃止となる[32]。
- 2004年
  - 4月1日 この年度をもって学生募集を終了[注釈 1]。
- 2007年
  - 9月14日 左記をもって正式に廃止となる[3]。

## 基礎データ

### 所在地
- 東京都世田谷区世田谷3-12-19[注釈 6]

### 象徴
- 青葉学園短期大学のカレッジマークは学名通り、青葉をイメージしたものとなっていた[5]。

## 教育および研究

### 組織

#### 学科
- 人間生活学科 入学定員180名[注釈 7]
- 食物栄養科 入学定員100名[注釈 7]

#### 専攻科
- なし

#### 別科
- なし

#### 取得資格について
資格
- 栄養士：食物栄養科にて設置されていた[34][2]。
- 司書教諭：人間生活学科に設置されていた[2]。
- 司書
  - 人間生活学科[2]
  - 食物栄養科[34][2]

教職課程
- 中学校教諭二種免許状（家庭）：人間生活学科[2]。

### 研究
- 『青葉学園短期大学紀要』[35]

## 学生生活

### 学園祭
- 青葉学園短期大学の学園祭は「青葉祭」と呼ばれていた。

## 大学関係者と組織

### 大学関係者一覧

#### 大学関係者
歴代学長
- 広川弘禅
- 広川志津江

教員
- 森清

出身者
- 千秋 - タレント、歌手
- 忍足亜希子 - 女優

## 施設

### キャンパス
- 学生ホール・アリーナ・プール・AVホール・パソコンルーム・多目的ホール「トスカーナ[注 6]」・テニスコート・図書館・グラウンド[注 7]ほか。

### 寮
- 「和敬寮」・「水徳寮」

## 対外関係

### 関係校
- 学校法人渋谷教育学園
- 学校法人田村学園
- 多摩大学
- 湘南国際女子短期大学

### 系列校
- 青葉学園幼稚園

## 卒業後の進路について
- 中学校教員に就いた人もみられた[36]

### 編入学・進学実績
- 人間生活学科：多摩大学・共立女子大学・杏林大学・東京都立短期大学専攻科ほか
- 食物栄養科：東京農業大学・国際学院埼玉短期大学専攻科ほか。